# Mononykus
Mononykus olecranus ("den enkla klon") var en dinosaurie i underordningen theropoder, därunder tillhörde familjen alvarezsaurider.

## Beskrivning
Som namnet antyder hade Mononykus en finger med klo på varje hand. Man tror ibland att Mononykus hade fjädrar, något som man också framställer besläktade arter med. Liksom fåglar hade Mononykus långa vrister, eftersom den dels gick på tå, dels är det ett drag som gör den lik fåglar. 
Mononykus levde i regionen som idag är Mongoliet och Kina för 81 till 68 miljoner år sedan.
Släktets medlemmar blev uppskattningsvis 1 meter långa.

## I populärkulturen
Mononykus är med i ett specialavsnitt av programmet Dinosauriernas tid.